# Acacia helicophylla
Acacia helicophylla é uma espécie de leguminosa do gênero Acacia, pertencente à família Fabaceae.